# Daihatsu Xenia
De Daihatsu Xenia is een auto die door de Japanse Toyotadochter Daihatsu bij P.T. Astra International in de Indonesische hoofdstad Jakarta wordt gefabriceerd sinds 2004. In 2006 werd de tweede generatie gepresenteerd. Het is de tweelingbroer van de Toyota Avanza, die onder meer bij het Maleisische Perodua wordt gebouwd.
In productie:
Copen ·
Cuore ·
Hijet ·
Materia ·
Sirion ·
Terios ·
Trevis
Concepts:
Mud Master C
Niet meer in productie:
Applause ·
Charade ·
Charmant ·
Consorte ·
Compagno ·
Fellow ·
Feroza ·
Gran Move ·
Max Cuore ·
Move ·
Rocky ·
Taft ·
Valéra ·
YRV